# 대구명곡초등학교
대구명곡초등학교(大邱椧谷初等學校)는 대한민국 대구광역시 달성군에 있는 공립 초등학교이다.

## 학교 연혁
- 2003-03-01 대구명곡초등학교 개교(24학급 편성)
- 2003-05-06 개교기념일 지정
- 2008-03-01 병설 유치원 개원
- 2015-02-17 제12회 졸업식(남:44명, 여:46명, 계:90명)
- 2015-03-02 입학(남:36명, 여:34명, 계:70명)
- 2015-03-02 22학급 편성 (특수 1학급포함)